# KK Osijek 2006
Le Košarkarški Klub Osijek 2006 est un club croate de basket-ball basé dans la ville de Osijek.  Le club appartient à l'élite du championnat croate.

## Historique
Le club est né en 2005 de la fusion entre le Hrvatski Sokol et le BC Slavonija. À la fin de sa saison, le club accède à l'élite.

## Palmarès
- Champion de la ligue A2 (2e division), groupe est : 2006

## Entraîneurs successifs
- Depuis ? : Ivan Fulgosi